# О’Нил, Джейми (певица)
Джейми О’Нил (англ. Jamie O’Neal) — австралийская кантри-певица, автор-исполнитель. Трижды номинировалась на премию Грэмми в категории Лучший женский кантри-вокал (2002) и Лучшая кантри-песня (2002), «There Is No Arizona» и «When I Think About Angels»).

## Юность
Родилась 3 июня 1966 года в Австралии (Сидней) в семье Джимми и Джули Мерфи, которые были профессиональными музыкантами. Она, её родители и младшая сестра Саманта пели в семейной группе The Murphy Family в 1970-х годах, пока её родители не развелись. В начале своей взрослой карьеры она была бэк-вокалисткой в Австралии, выступая в туре Кайли Миноуг по Австралии, Великобритании, Европе и Дальневосточной Азии в 1990 году. Она присоединилась к Миноуг в 1991 году для участия в туре по Великобритании и Ирландии.

## Карьера
В 2000 году О’Нил подписала контракт с лейблом Mercury Nashville и вскоре после этого начала работать над своим первым альбомом. Её первый сингл «There Is No Arizona» дебютировал на 69-й строчке чарта Billboard Hot Country Singles & Tracks (теперь Hot Country Songs), достигнув первого места в феврале 2001 года. 31 октября 2000 года был выпущен альбом Shiver. Он занял 14-е место в чарте лучших кантри-альбомов Billboard и 125-е место в Billboard 200.
Второй сингл «When I Think About Angels» дебютировал на 45-й строчке в чартах страны за неделю с 31 марта 2001 года. Он провел несколько недель в чартах, достигнув первого места в августе 2001 года. После успеха первых двух синглов альбом Shiver получил золотой сертификат Американской ассоциации звукозаписывающей индустрии. Последовали ещё два сингла: «Shiver» и «Frantic», которые достигли 19-го и 41-го мест в чартах соответственно.
Также в 2001 году в фильме «Дневник Бриджит Джонс» прозвучала кавер-версия песни «All by Myself» в исполнении Джейми О’Нил, актриса Рене Зеллвегер поёт под неё в знаменитой сцене в пижаме.
В 2002 году Джейми и кантри-певец Марк Уиллс записали совместный дуэт под названием «I’m Not Gonna Do Anything Without You». Она была выпущена как второй сингл с альбома Уиллса Loving Every Minute. Песня достигла только 31-го места в чарте Hot Country Singles & Tracks.
Пятый сингл О’Нил, «Every Little Thing», был первым с её второго студийного альбома On My Way to You. Однако песне удалось достичь только 34-го места в чарте Hot Country Singles & Tracks, и альбом так и не был выпущен. Вскоре после этого пути О’Нила и Меркьюри разошлись. О’Нил подписала контракт с лейблом Capitol Records и выпустил альбом Brave.
Покинув Mercury, О’Нил подписала контракт с Capitol. Её первый сингл для лейбла, «Trying to Find Atlantis», был выпущен 27 сентября 2004 года. Он достиг 18-го места в чарте Hot Country Songs. Эта песня была вступительной к фильму Brave, который был выпущен 1 марта 2005 года. Альбом оказался более успешным в чарте альбомов, достигнув 6-го места в чарте лучших кантри-альбомов.
«Somebody’s Hero» был выпущен в 2005 году в качестве второго сингла и достиг 3-го места в чарте Hot Country Songs, что дало О’Нил её первый сингл в Топ-10 с 2001 года. Последний сингл «I Love My Life» не попал в Топ-20, заняв лишь 26-е место.
В начале 2007 года был выпущен новый сингл «God Don’t Make Mistakes». Сингл не смог оказать влияния на кантри-радио, где он достиг только 47-го места, её самого низкого сингла в чарте в то время. После того, как песня так и не была включена в альбом, О’Нил и Capitol разорвали контракт.
В начале 2008 года О’Нил подписала контракт со звукозаписывающим лейблом 1720 Entertainment, базирующимся в Атланте и Нэшвилле.
Новый сингл «Like a Woman» был выпущен в ноябре 2008 года; он дебютировал в чарте Billboard Hot Country Songs под номером 59. Изначально эта песня должна была стать вступительным синглом к третьему студийному альбому О’Нил Like a Woman. Синглу удалось достичь пика только на 43-м месте в чартах страны. Второй сингл, «A Soldier Comin' Home», был выпущен в июне 2009 года, но не попал в чарты. Больше никаких синглов на радио не транслировалось, и «Like a Woman» не выпускалась.
В начале 2012 года О’Нил объявила, что основала свой собственный звукозаписывающий лейбл Momentum Label Group . Флагманским исполнителем лейбла является Рейчел Линэ, которая выпустила свой первый сингл «Party 'Til the Cows Come Home» в марте 2012 года.
О’Нил подписала контракт с лейблом Shanachie Records в 2014 году и выпустила альбом Eternal 27 мая 2014 года. За исключением оригинальной песни Wide Awake, альбом состоит из кавер-версий песен.
Джейми совершила турне по Северной Америке в 2017 году во время записи нового альбома.
В 2020 году О’Нил подписала контракт с Bob Frank Entertainment/Audium Records и выпустила свой четвёртый студийный альбом под названием Sometimes, в котором были представлены дуэты с Лорен Алэйной, Мартиной Макбрайд, Сарой Эванс, Джоном Полом Уайтом и дочерью Алией Гуд.

## Личная жизнь
С 2000 года Джейми О’Нил замужем за Родни Гудом, автором песен, музыкальным продюсером и гитаристом группы О’Нил. У них есть дочь, Алия, родившаяся в 2003.

### Студийные альбомы
| Название                               | Детали                                                      | Высшая позиция в чарте | Высшая позиция в чарте | Высшая позиция в чарте | Сертификации |
| Название                               | Детали                                                      | US Country             | US                     | US Heat                | Сертификации |
| -------------------------------------- | ----------------------------------------------------------- | ---------------------- | ---------------------- | ---------------------- | ------------ |
| Shiver                                 | - Дата выхода: 31 October 2000 - Лейбл: Mercury Nashville   | 14                     | 125                    | 2                      | - US: Gold   |
| Brave                                  | - Дата выхода: 1 March 2005 - Лейбл: Capitol Nashville      | 6                      | 40                     | —                      |              |
| Eternal                                | - Дата выхода: 27 мая 2014 - Лейбл: Shanachie Entertainment | —                      | —                      | —                      |              |
| «—» прочерк означает неучастие в чарте |                                                             |                        |                        |                        |              |

### Синглы
| Год                                    | Сингл                       | Высшая позиция | Высшая позиция | Альбом                        |
| Год                                    | Сингл                       | US Country     | US             | Альбом                        |
| -------------------------------------- | --------------------------- | -------------- | -------------- | ----------------------------- |
| 2000                                   | «There Is No Arizona»       | 1              | 40             | Shiver                        |
| 2001                                   | «When I Think About Angels» | 1              | 35             | Shiver                        |
| 2001                                   | «Shiver»                    | 21             | —              | Shiver                        |
| 2002                                   | «Frantic»                   | 41             | —              | Shiver                        |
| 2003                                   | «Every Little Thing»        | 34             | —              | On My Way to You (неизданный) |
| 2004                                   | «Trying to Find Atlantis»   | 18             | 86             | Brave                         |
| 2005                                   | «Somebody's Hero»           | 3              | 51             | Brave                         |
| 2005                                   | «I Love My Life»            | 26             | —              | Brave                         |
| 2007                                   | «God Don’t Make Mistakes»   | 47             | —              | н/д                           |
| 2008                                   | «Like a Woman»              | 43             | —              | Like a Woman (неизданный)     |
| 2009                                   | «Soldier Comin' Home»       | —              | —              | Like a Woman (неизданный)     |
| 2014                                   | «Wide Awake»                | —              | —              | Eternal                       |
| «—» прочерк означает неучастие в чарте |                             |                |                |                               |